# Эспас
Эспа́с (фр. Espas) — коммуна во Франции, находится в регионе Юг — Пиренеи. Департамент — Жер. Входит в состав кантона Ногаро. Округ коммуны — Кондом.
Код INSEE коммуны — 32125.

## География
Коммуна расположена приблизительно в 590 км к югу от Парижа, в 115 км западнее Тулузы, в 45 км к западу от Оша.
На юго-западе коммуны протекает река Дуз.

## Климат
Климат умеренно-океанический. Лето жаркое и немного дождливое, температура часто превышает 35 °С. Зимой часто бывает отрицательная температура и ночные заморозки. Годовое количество осадков — 700—900 мм.

## Население
Население коммуны на 2010 год составляло 116 человек.
| 1962 | 1968 | 1975 | 1982 | 1990 | 1999 | 2010 |
| ---- | ---- | ---- | ---- | ---- | ---- | ---- |
| 231  | 188  | 183  | 151  | 132  | 124  | 116  |

## Администрация
| Период | Период | Фамилия    | Партия | Примечания |
| ------ | ------ | ---------- | ------ | ---------- |
| 2001   | 2020   | Пьер Казер |        | животновод |

## Экономика
В 2010 году среди 54 человек трудоспособного возраста (15-64 лет) 44 были экономически активными, 10 — неактивными (показатель активности — 81,5 %, в 1999 году было 78,4 %). Из 44 активных жителей работали 41 человек (21 мужчина и 20 женщин), безработных было 3 (0 мужчин и 3 женщины). Среди 10 неактивных 1 человек был учеником или студентом, 6 — пенсионерами, 3 были неактивными по другим причинам.

## Достопримечательности
- Замок Эспас (XII век). Исторический памятник с 1979 года[4]